# Altes Landgericht (Darmstadt)
Das alte Landgericht ist ein Bauwerk in Darmstadt. Es ist Sitz des Landgerichts Darmstadt. Da die Kapazität nicht mehr ausreichte, ist es heute das Gebäude A des Landgerichts. Benachbart befinden sich als Neubauten die Gebäude B und C.

## Architektur und Geschichte
Das alte Landgericht wurde in den Jahren 1872 bis 1874 nach Plänen der Architekten Stephan Braden und Eduard Köhler erbaut.
Es bildet den nördlichen Abschluss des Mathildenplatzes.
Das dreigeschossige, spätklassizistische Bauwerk enthält in der Hauptfront 15 Achsen.
Der vorgeschobene dreiachsige Mittelrisalit besitzt in jeder Achse einen Eingang.
Die Vertikale wird zusätzlich durch zusammengezogene, dreiachsige, angedeutete Eckrisalite betont.
Das Erdgeschoss, die Lisenen, die Fenstergewände und das Kranzgesims bestehen aus rotem Sandstein.
Auf dem Kranzgesimse ruht das flach geneigte schiefergedeckte Dach.
Bei einem Luftangriff im Jahre 1944 wurde das Bauwerk weitgehend zerstört und in der Nachkriegszeit in seinen wesentlichen Teilen originalgetreu wiederaufgebaut. Allerdings ging beim Wiederaufbau die Attika durch das aufgesetzte Stockwerk verloren.
Im Treppenhaus befindet sich ein Sgraffito zum Thema Justicia aus den 1950er Jahren von Eberhard Schlotter.
Über dem Sgraffito befinden sich zwei Vasen in Wandnischen.

## Denkmalschutz
Aus architektonischen und stadtgeschichtlichen Gründen ist das Bauwerk ein Kulturdenkmal.

## Bildergalerie

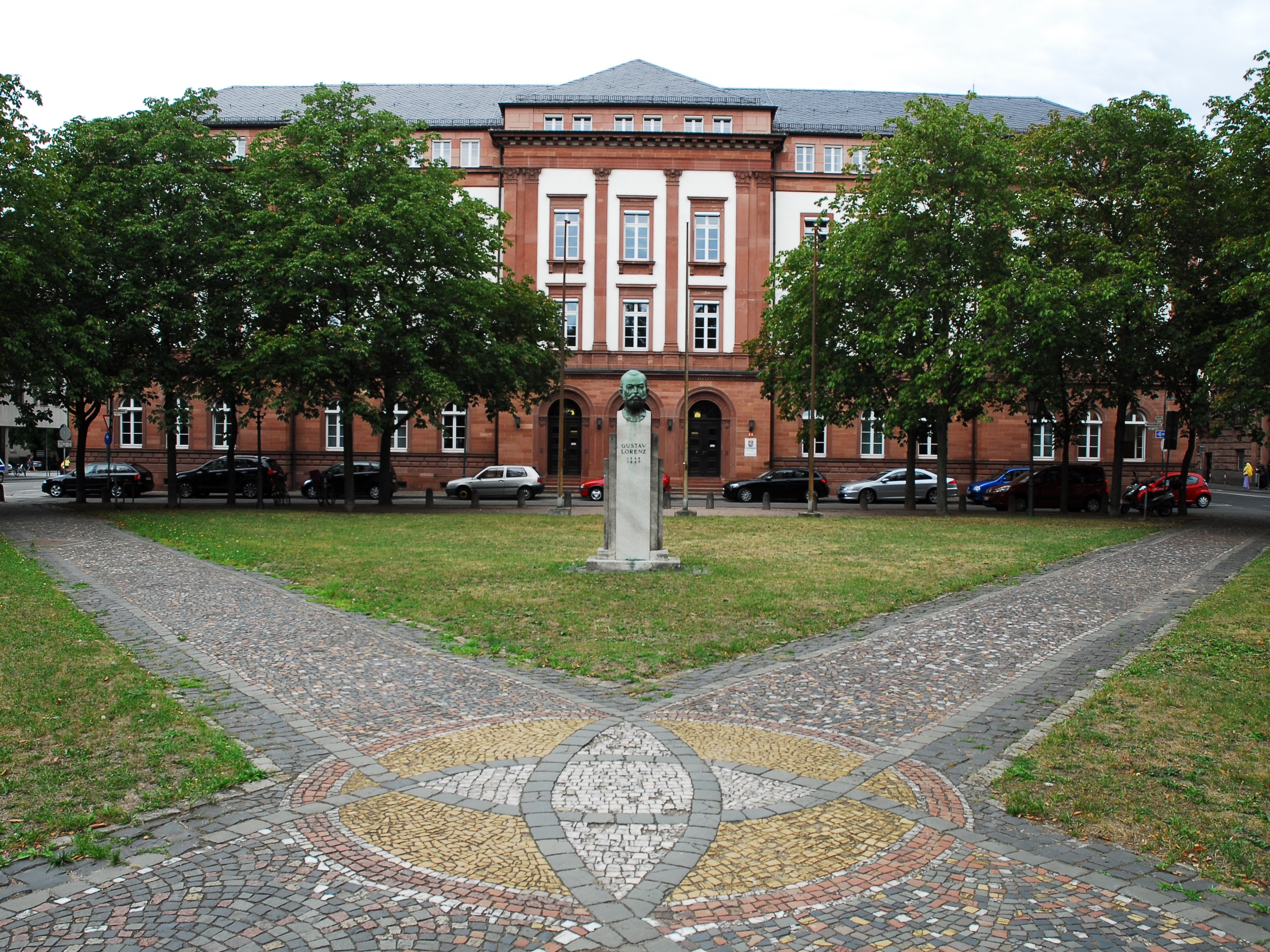
Altes Landgericht, Haupteingang (2015)
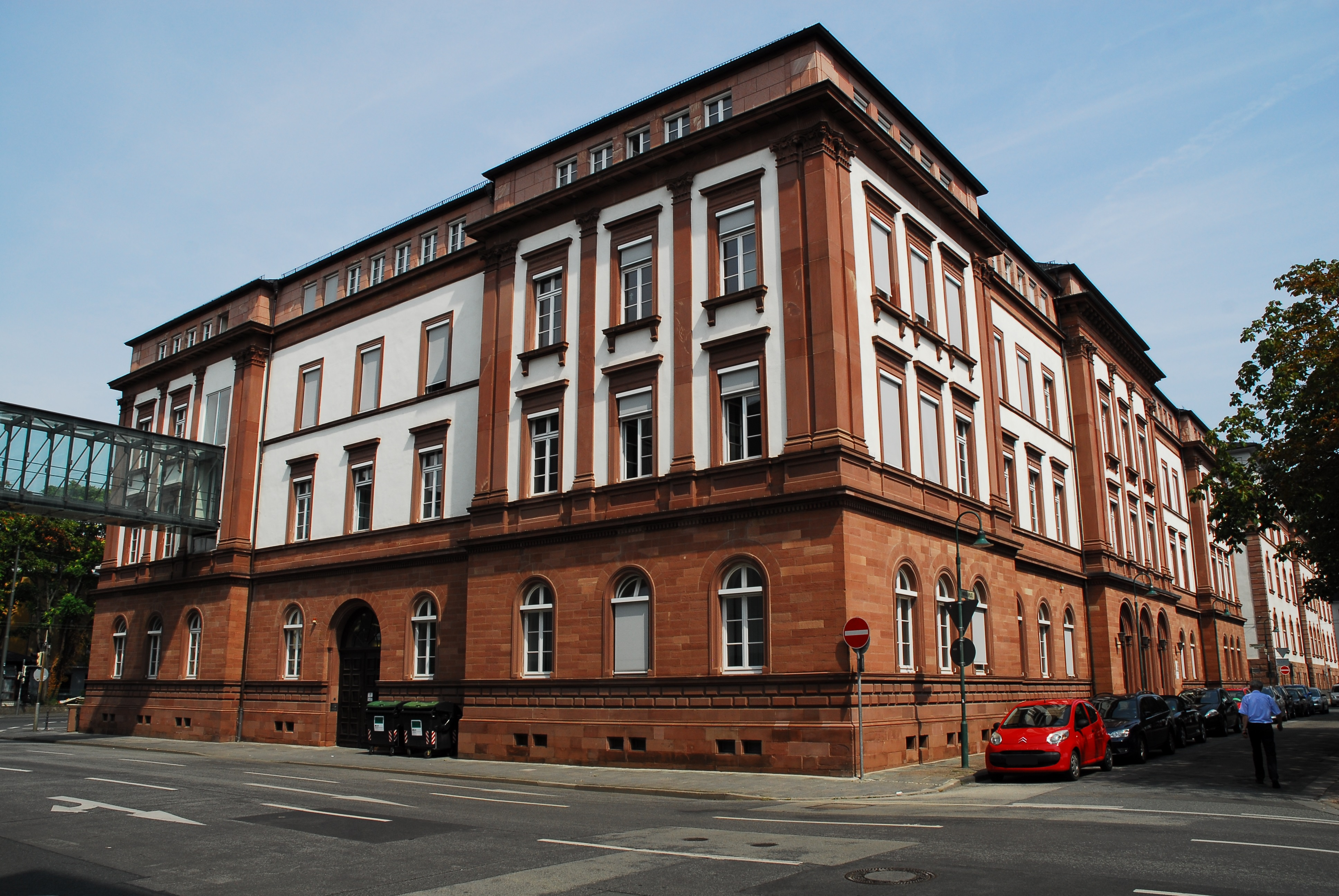
Altes Landgericht mit der Brücke zum neuen Justizgebäude (2015)
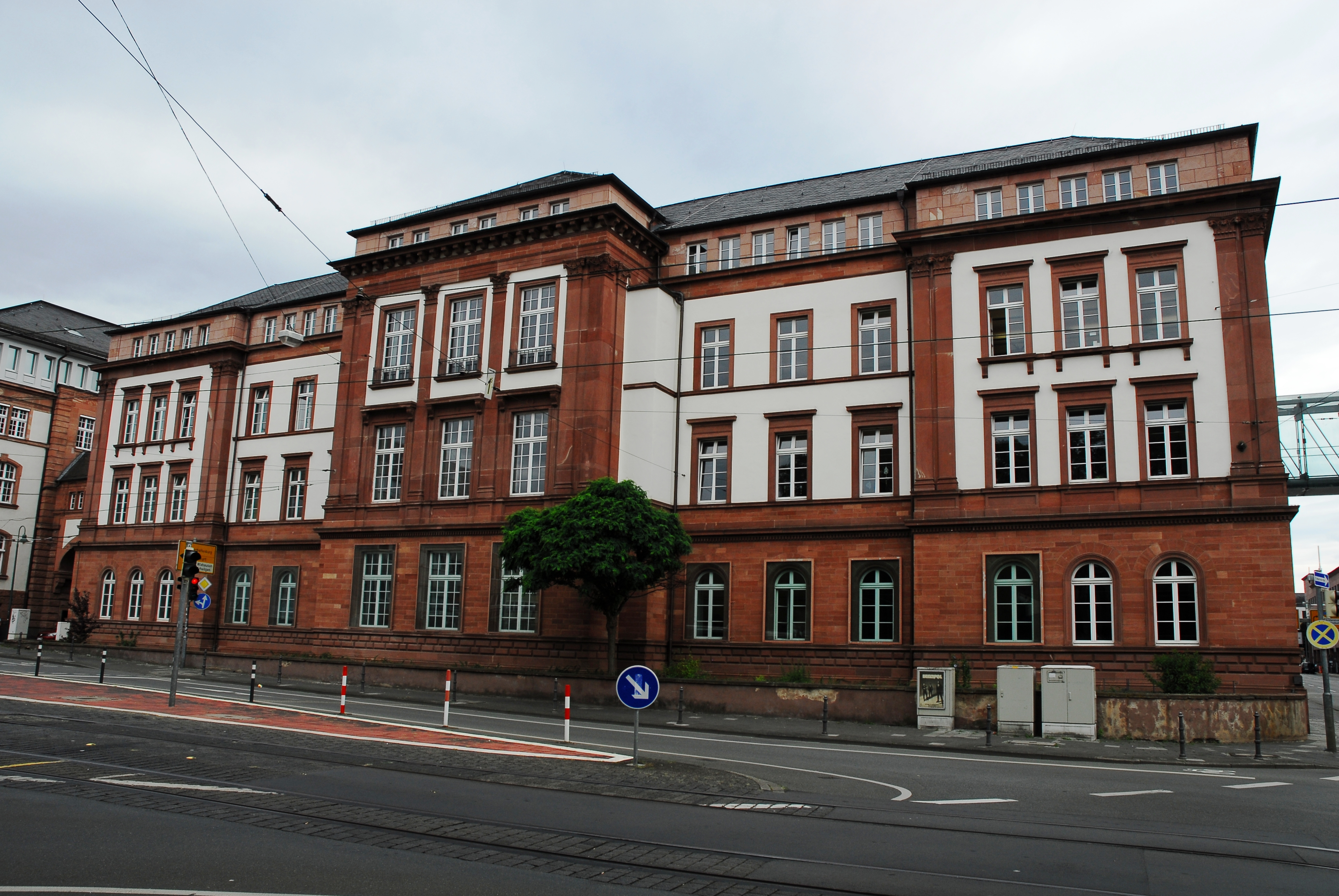
Altes Landgericht, Nordseite (2015)